# FA Cup 1894-1895
La FA Cup 1894-95 fu la ventiquattresima edizione del torneo calcistico più vecchio del mondo. Vinse per la seconda volta l'Aston Villa.

## Calendario
| Turno                           | Data di inizio          |
| ------------------------------- | ----------------------- |
| Turno preliminare               | Sabato 6 ottobre 1894   |
| Primo turno di qualificazione   | Sabato 13 ottobre 1894  |
| Secondo turno di qualificazione | Sabato 3 novembre 1894  |
| Terzo turno di qualificazione   | Sabato 24 novembre 1894 |
| Quarto turno di qualificazione  | Sabato 15 dicembre 1894 |
| Primo turno                     | Sabato 2 febbraio 1895  |
| Secondo turno                   | Sabato 16 febbraio 1895 |
| Terzo turno                     | Sabato 2 marzo 1895     |
| Semifinali                      | Sabato 16 marzo 1895    |
| Finale                          | Sabato 20 aprile 1895   |

## Primo turno
| Nr. partita | Squadra locale          | Punteggio                 | Squadra ospite          | Data             |
| ----------- | ----------------------- | ------------------------- | ----------------------- | ---------------- |
| 1           | Darwen                  | 0-0                       | Wolverhampton Wanderers | 2 febbraio 1895  |
| Ripetizione | Wolverhampton Wanderers | 2-0                       | Darwen                  | 6 febbraio 1895  |
| 2           | Bury                    | 4-1                       | Leicester Fosse         | 2 febbraio 1895  |
| 3           | Aston Villa             | 2-1                       | Derby County            | 2 febbraio 1895  |
| 4           | Sheffield Wednesday     | 5-1                       | Notts County            | 2 febbraio 1895  |
| 5           | Bolton Wanderers        | 1-0                       | Woolwich Arsenal        | 2 febbraio 1895  |
| 6           | Southport Central       | 0-3                       | Everton                 | 2 febbraio 1895  |
| 7           | Middlesbrough           | 4-0                       | Chesterfield            | 2 febbraio 1895  |
| 8           | Sunderland              | 11-1                      | Fairfield               | 2 febbraio 1895  |
| 9           | Luton Town              | 0-2                       | Preston North End       | 2 febbraio 1895  |
| 10          | Burton Wanderers        | 1-2                       | Blackburn               | 2 febbraio 1895  |
| 11          | Newton Heath            | 2-3                       | Stoke                   | 2 febbraio 1895  |
| 12          | Small Heath             | 1-2                       | West Bromwich Albion    | 2 febbraio 1895  |
| 13          | Sheffield United        | 3-1                       | Millwall Athletic       | 2 febbraio 1895  |
| 14          | Southampton St Mary's   | 1-4                       | Nottingham Forest       | 2 febbraio 1895  |
| 15          | Newcastle United        | 2-1                       | Burnley                 | 2 febbraio 1895  |
| 16          | Barnsley St Peter's     | 2-1 (Risultato annullato) | Liverpool               | 2 febbraio 1895  |
| Ripetizione | Liverpool               | 4-0                       | Barnsley St Peter's     | 11 febbraio 1895 |

## Secondo turno
| Nr. partita | Squadra locale          | Punteggio | Squadra ospite       | Data             |
| ----------- | ----------------------- | --------- | -------------------- | ---------------- |
| 1           | Liverpool               | 0-2       | Nottingham Forest    | 16 febbraio 1895 |
| 2           | Aston Villa             | 7-1       | Newcastle United     | 16 febbraio 1895 |
| 3           | Sheffield Wednesday     | 6-1       | Middlesbrough        | 16 febbraio 1895 |
| 4           | Bolton Wanderers        | 1-0       | Bury                 | 16 febbraio 1895 |
| 5           | Wolverhampton Wanderers | 2-0       | Stoke                | 16 febbraio 1895 |
| 6           | Sunderland              | 2-0       | Preston North End    | 16 febbraio 1895 |
| 7           | Everton                 | 1-1       | Blackburn            | 16 febbraio 1895 |
| Ripetizione | Blackburn               | 2-3       | Everton              | 20 febbraio 1895 |
| 8           | Sheffield United        | 1-1       | West Bromwich Albion | 16 febbraio 1895 |
| Ripetizione | West Bromwich Albion    | 2-1       | Sheffield United     | 20 febbraio 1895 |

## Terzo turno
| Nr. partita | Squadra locale       | Punteggio | Squadra ospite          | Data         |
| ----------- | -------------------- | --------- | ----------------------- | ------------ |
| 1           | Aston Villa          | 6-2       | Nottingham Forest       | 2 marzo 1895 |
| 2           | Sheffield Wednesday  | 2-0       | Everton                 | 2 marzo 1895 |
| 3           | West Bromwich Albion | 1-0       | Wolverhampton Wanderers | 2 marzo 1895 |
| 4           | Sunderland           | 2-1       | Bolton Wanderers        | 2 marzo 1895 |

## Semifinali
| Nr. partita | Squadra locale       | Punteggio | Squadra ospite      | Data          |
| ----------- | -------------------- | --------- | ------------------- | ------------- |
| 1           | Aston Villa          | 2-1       | Sunderland          | 16 marzo 1895 |
| 2           | West Bromwich Albion | 2-0       | Sheffield Wednesday | 16 marzo 1895 |

## Finale
| Arbitro: | John Lewis |

|              |           |  |
| Bob Chatt 1’ | Marcatori |  |